# Метеорологічні елементи
Метеорологічні елементи — характеристики стану нижнього шару атмосфери, до яких належать: температура і вологість повітря, атмосферний тиск, видимість (прозорість атмосфери), швидкість і напрям вітру, хмарність, а також температура ґрунту і поверхні води, сонячна радіація, довгохвильове випромінювання Землі і атмосфери. До метеорологічних елементів належать також різні явища погоди: опади, заметілі, грози тощо. Зміни метеорологічних елементів є результатом атмосферних процесів і визначають погоду і клімат. Метеорологічні елементи спостерігаються на аерологічних і метеорологічних станціях і метеорологічних обсерваторіях за допомогою аерологічних і метеорологічних приладів.